# United States Golf Association
La United States of America Golf Association (USGA) es la asociación estadounidense de campos, clubs y estructuras de golf y el consejo de administración del golf en Estados Unidos y México. En colaboración con The Royal and Ancient Golf Club of St Andrews produce e interpreta las Reglas del golf.
La USGA proporciona además el sístema de handicap para los jugadores de golf, organiza 13 torneos nacionales, incluyendo el U.S. Open, el U.S. Women's Open y el U.S. Senior Open, y controla la conformidad del equipamiento de golf.